# Jaime Brocal Remohí
Jaime Brocal Remohí fue un historietista español (Valencia, 11 de junio de 1936 - 29 de junio de 2002), caracterizado por el barroquismo de sus dibujos y máximo exponente de la fantasía heroica en su país.

## Biografía
Tras estudiar magisterio, trabaja para Editorial Maga y Editorial Valenciana. Pronto pasa a la agencia Selecciones Ilustradas, desde donde produce para los mercados inglés (Katán, 1960) y francés (Ögan, 1962-1972).
Consigue luego publicar brevemente en su propio país su serie Kronan a través de la revista Trinca, para dedicarse entre 1971 a 1974 a producir historietas de terror para Warren Publishing, entre las que destaca la serie The Mummy Walks con guion de Steve Skeates). Descontento, sin embargo, con el trato de la editorial estadounidense, vuelve al mercado francés con Arcane (1974-1979) y Taar (1976-1988), bajo los guiones de Víctor Mora y Claude Moliterni, respectivamente. Crea también dos álbumes sobre Tarzán (El Barco de los Dioses y El Puente de las lágrimas) y una adaptación de El último mohicano de James Fenimore Cooper en 1978. 
Los años 80 los dedica a la producción de biografías, como Mahoma, Lawrence de Arabia (1983), Los Patriarcas (1986) y Gandhi (1987), mientras que en la década siguiente publica El Otro Necronomicón (1991), con guion de Antonio Segura en la revista Creepy y Kami No Ude (1995) para la editorial Kōdansha.